# 134 (число)
134 (сто тридцать четыре) — натуральное число, расположенное между числами 133 и 135. Оно не является простым числом, а относительно последовательности простых чисел расположено между 131 и 137.
- 134 день в году — 14 мая (в високосный год — 13 мая)

## В математике
- 134 — является чётным составным трёхзначным числом.
- Сумма цифр этого числа — 8
- Произведение цифр этого числа — 12
- Квадрат числа 134 — 17956
- 45-е полупростое число[2]

## В других областях
- 134 год.
- 134 год до н. э.
- NGC 134 — галактика в созвездии Скульптор.
- Самый длинный в мире термометр, находящийся в Калифорнии, имеет длину 134 фута.
- Ту-134 — советский пассажирский самолёт для авиалиний малой и средней протяжённости, конструктора Туполева.